# Thistleton
Thistleton is een civil parish in het bestuurlijke gebied Rutland, in het Engelse graafschap Rutland met 99 inwoners.